# Episteira vacuefacta
Episteira vacuefacta är en fjärilsart som beskrevs av Louis Beethoven Prout 1931. Episteira vacuefacta ingår i släktet Episteira och familjen mätare. Inga underarter finns listade i Catalogue of Life.